# Fifi tambour
Fifi tambour est un film muet français réalisé par Louis Feuillade, sorti en 1915.

## Fiche technique
- Titre : Fifi tambour
- Réalisation : Louis Feuillade
- Scénario : Louis Feuillade
- Société de production : Société des Établissements L. Gaumont
- Format : Muet - Noir et blanc - 1,33:1 - 35 mm
- Date de sortie :
  - France : avril 1915

## Distribution
- Édouard Mathé
- Claude Mérelle
- Musidora
- Maurice Poitel